# Caramboxin
Caramboxin (CBX) ist ein Gift der Karambole (Sternfrucht; Averrhoa carambola). Personen mit Nierenerkrankungen sind besonders anfällig für dieses Gift, welches zu neurologischen Effekten bis hin zu epileptischen Anfällen und Tod führen kann.
Die chemische Struktur des Caramboxins ähnelt der der Aminosäure Phenylalanin. Caramboxin ist eine nichtproteinogene Aminosäure, die Glutamatrezeptoren stimuliert; der Agonismus an ionotropen NMDA- und AMPA-Rezeptoren verursacht ausgeprägte exzitatorische, krampfsteigernde und neurodegenerative Wirkungen.
Die Karambole enthält – wie andere Vertreter der Sauerkleegewächse (Oxalicadaceae) – zudem reichlich Oxalsäure. In Wechselwirkung mit Caramboxin können somit gleichzeitig neuro- und nephrotoxische Effekte ausgelöst werden. Der Verzehr größerer Mengen von Karambolen oder Sternfruchtsaft auf nüchternen Magen ist auch für Menschen mit normaler Nierenfunktion nicht empfohlen.